# アシュ (チェコ)
アシュ（チェコ語: Aš, ドイツ語: Asch）は、チェコ西端カルロヴィ・ヴァリ州ヘプ郡にある、ドイツ国境の町である。

## 歴史
11世紀頃のアシュは、Regio Slavorum（ラテン語でスラヴ人の国を意味する）と呼ばれる地方に属した。アシュができたのは11世紀から12世紀である。1270年、アシュにドイツ騎士団の教会ができた。これがアシュについての最古の記録である。
1400年代、ゼトウィツォヴェ家（ce）がアシュの土地を購入し領主となった。ゼトウィツォヴェ家によるアシュ支配は500年以上続くことになった。16世紀にゼトウィツォヴェ家がアシュで宗教改革に着手し、ルター派が町で優勢となった。1629年には神聖ローマ帝国軍がアシュへ侵攻し、ルター派聖職者たちが追放された。しかしヴェストファーレン条約によりアシュの特権が認められ、新教の土地として残り、新教の信仰が認められなくなったチェコの中において例外的に再改宗が強いられなかった。
ドイツ人は第二次世界大戦後に追放された。

## 姉妹都市
- フィウメフレッド・ディ・シチーリア、イタリア
- オエルシュニッツ（英語版）、ドイツ
- プラウエン、ドイツ
- レーハウ、ドイツ